# Ernsthofsiedlung
Ernsthofsiedlung ist ein Wohnplatz auf der Gemarkung der Wertheimer Ortschaft Dörlesberg im Main-Tauber-Kreis in Baden-Württemberg.

## Geographie
Die Ernsthofsiedlung befindet sich etwa ein Kilometer südsüdwestlich von Dörlesberg.

## Geschichte
Der für die Ernsthofsiedlung namengebende und in den Jahren 1214 und 1226 erstmals urkundlich erwähnte Ernsthof befindet sich in der Nähe der Siedlung. Der Wohnplatz kam als Teil der ehemals selbständigen Gemeinde Dörlesberg am 1. Dezember 1972 zur Stadt Wertheim.

## Kulturdenkmale
Kulturdenkmale in der Nähe des Wohnplatzes sind in der Liste der Kulturdenkmale in Wertheim verzeichnet.

## Verkehr
Der Ort ist über die K 2829 zu erreichen. Vor Ort befindet sich die gleichnamige Straße Ernsthofsiedlung.